# Koblede data
Koblede data (engelsk: linked data) er datastrukturer, der er tilgængelig på World Wide Web. 
Datastrukturens identifikation og web adresse er en kompakt streng af tegn, der kaldes Uniform Resource Identifier (URI).
Datastrukturen indeholder normalt elementer, der indeholder URI'er og dermed henviser til andre datasæt. Datastrukturens elementer er struktureret i overensstemmelse med en specifikation fra World Wide Web Consortium (W3C): Resource Description Framework (RDF). RDF er baseret på en simpel, subjekt-prædikat-objekt datamodel, der kan referere til både abstrakte begreber og konkrete genstande, organismer og handlinger, og derved videregive ikke blot data, men også deres betydning.
Opmærkningssproget Web Ontology Language og forespørgselssproget SPARQL udvider RDF og gør det muligt at formulere semantiske definitioner og forespørge disse både manuelt og programmeret. Herved er der skabt mulighed for udvikling af semantisk web. 